# イケトラコンビ
イケトラコンビとは、1980年代後半（1989年ごろ）から1990年代中期まで、プロ野球ヤクルトスワローズのクリーンナップ中核を担った池山隆寛と広沢克己のコンビの俗称。イケは池山を、トラは広沢を、それぞれ指す。

## 概要
1989年シーズン、監督だった関根潤三は開幕前に広沢と池山を呼び寄せて「お前らに一シーズンで100三振やる（それぞれシーズン100個の三振までは我慢する）」と言ったが、結果、二人共に100三振は軽く超え、池山に至っては150近い三振を喫したことから、関根曰く「100じゃ効かなかった。どうしようもない二人だ」と言われてしまった。三振を繰り返す2人を関根は我慢して起用し続け、これが後の活躍に繋がったと小川淳司GMは後年振り返っている。なお、彼らとともに主軸を担ったラリー・パリッシュも100三振以上している。
1990年、野村克也が監督に就任すると、広沢は不動の4番打者として勝負強い活躍をし、池山は主に5・6番を担って常にフルスイングを心がけた。三振の数は球界屈指だったが、そのキャラクターの面白さからプロ野球ニュースでの露出も多く、一躍人気となった。
おちゃらけたキャラクターで芸風も面白い広沢と、ジャニーズ系とも言われた端整な顔立ちの池山のアンバランスが話題となったが、非常に仲のいい二人として知られる。1994年オフ広沢がFAで読売ジャイアンツに移籍した後は「広沢さんという最大のライバルがいなくなった」と、池山の成績が急降下しているほか、2002年に後輩の池山が一足早く引退することになった際には「広沢さんには最後まで言えなかった」と話した。